# کودکرکه
کودکرکه (به هلندی: Koudekerke) یک منطقهٔ مسکونی در هلند است که در فیره (هلند) واقع شده‌است. کودکرکه ۳٬۴۱۹ نفر جمعیت دارد.